# Coco Crisp
Covelli Loyce Crisp, detto Coco (Los Angeles, 1º novembre 1979), è un ex giocatore di baseball statunitense.

## Carriera

### Inizi e Minor League
Crisp frequentò la Pierce High School a Los Angeles, sua città natia, e una volta ottenuto il diploma si iscrisse al Los Angeles Pierce College di Woodland Hills. Scelto dai St. Louis Cardinals nel 7º turno del draft MLB 1999, iniziò a giocare nella classe Rookie. Nel 2000 giocò nella classe A-breve e nella classe A. Nel 2001 giocò esclusivamente nella classe A-avanzata.
Il 7 agosto 2002, i Cardinals inviarono Crisp ai Cleveland Indians per concludere lo scambio avvenuto il 19 luglio 2002, in cui i Cardinals scambiarono un giocatore da nominare in seguito e il giocatore di minor league Luis Garcia per Chuck Finley.

### Major League
Crisp debuttò nella MLB il 15 agosto 2002, al Tropicana Field di Saint Petersburg contro i Tampa Bay Devil Rays, ottenendo una base su ball e segnando un punto. Concluse la stagione con 32 partite disputate nella MLB e 100 nella Minor League (96 nella Doppia-A e 4 nella Tripla-A).

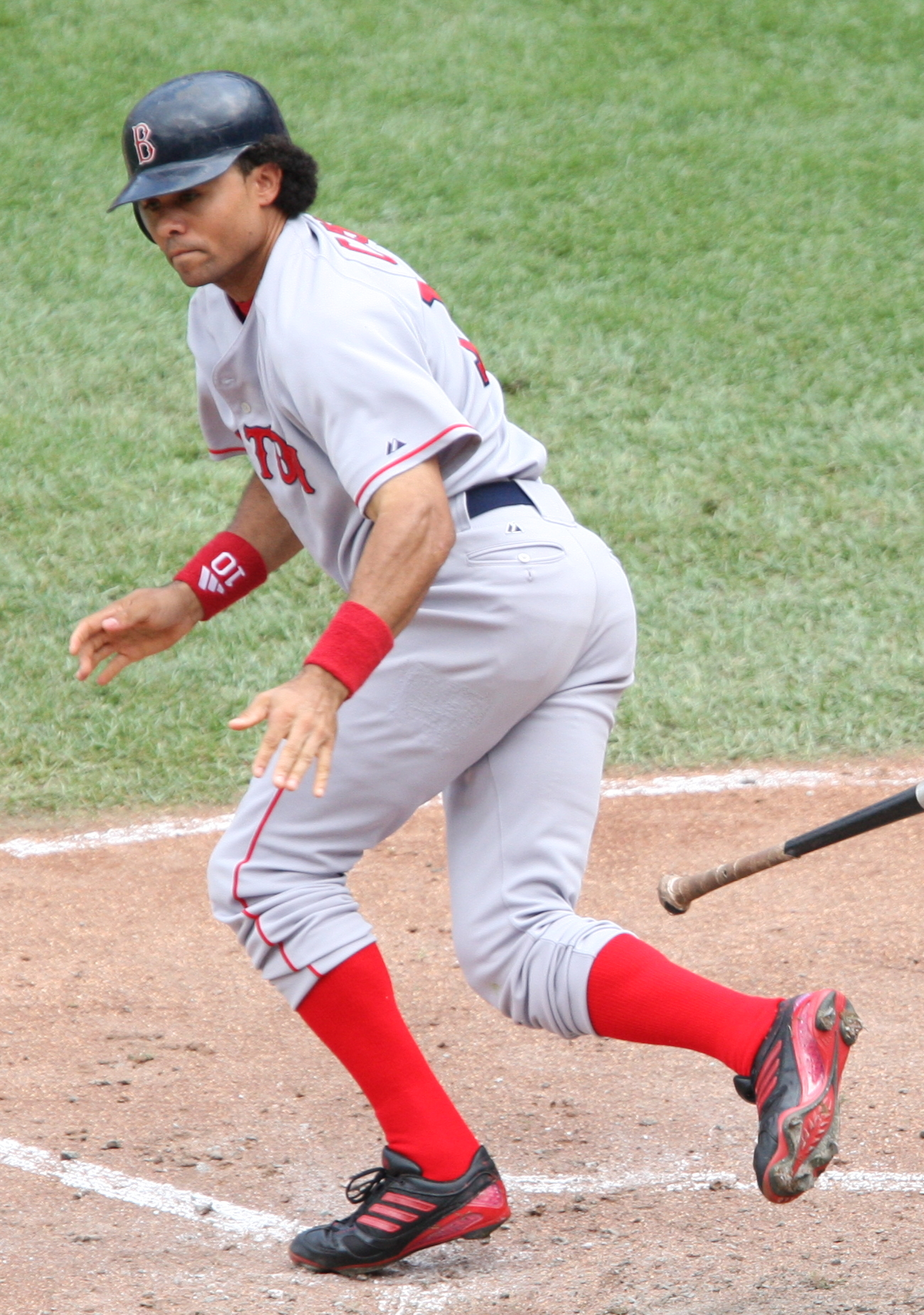
Crisp con i Red Sox nel 2007

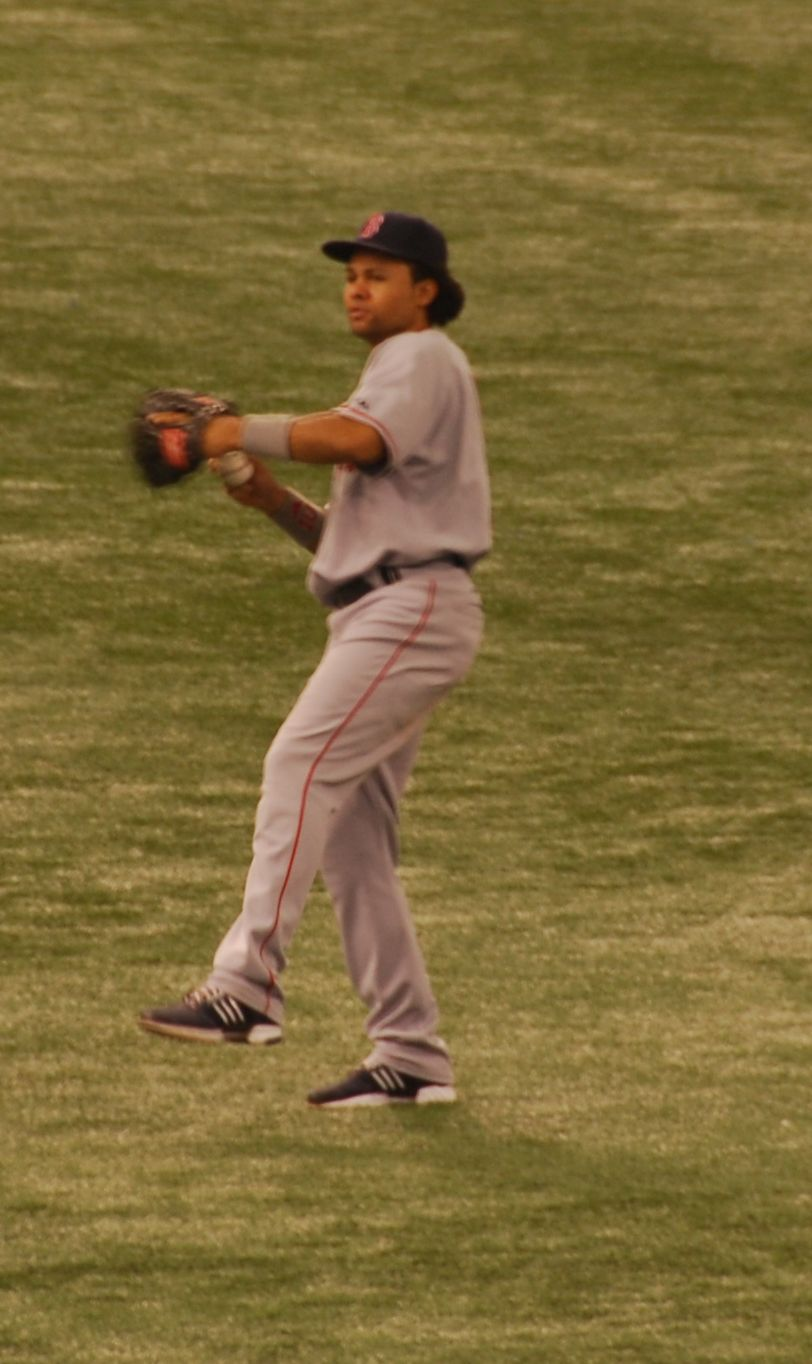
Coco Crisp nel 2007

Crisp riuscì nel 2003 a entrare nella rotazione titolare degli Indians.
Il 27 gennaio 2006, gli Indians scambiarono Crisp, assieme a Josh Bard e David Riske, con i Boston Red Sox in cambio di un giocatore da nominare in seguito, Andy Marte, Guillermo Mota, Kelly Shoppach e una somma in denaro. I Red Sox inviarono il 21 luglio, il giocatore di minor league Randy Newsom a Cleveland, completando lo scambio.
Con i Boston Red Sox nel 2007, Crisp vinse il suo primo e unico titolo delle World Series.
Il 19 novembre 2008, i Red Sox scambiarono Crisp con i Kansas City Royals per Ramón Ramírez. Crisp divenne free agent alla fine della stagione 2009.
Il 23 dicembre 2009, firmò un contratto con gli Oakland Athletics.
Arrivato nelle file della squadra californiana già dall'inizio del primo anno con gli Athletics riuscì a farsi notare nella notevole abilità di rubare le basi chiudendo la stagione con 32 totali e classificandosi al 9º posto in questa categoria.
Nel 2011 riuscì a fare meglio conquistando il primo posto dell'American League in basi rubate con 49 e diventando una delle stelle principali della squadra.
Divenuto free agent al termine della stagione 2011, l 5 gennaio 2012, Crisp rinnovò il contratto con gli Athletics fino al 2014 per un valore di 14 milioni di dollari.
Il 31 agosto 2016, gli Athletics scambiarono Crisp più una somma in denaro con i Cleveland Indians per Colt Hynes. Al termine della stagione divenne free agent, terminando di fatto la carriera.

## Palmarès

### Club
- World Series: 1

Boston Red Sox: 2007

### Individuale
- Miglior giocatore dell'American League per numero di basi rubate: 1

2011
- Giocatore della settimana dell'AL: 1

11 settembre 2005